# Gulliver River
Der Gulliver River ist ein Fluss im Südwesten der Südinsel Neuseelands und Teil der Darran Mountains im Fiordland-Nationalpark. Er führt das Wasser zahlreicher Bäche sowie des Esperance River, der an der Nordflanke des 1931 m hohen Mount McPherson entspringt, in den Cleddau River ab, der nach wenigen Kilometern in den Milford Sound/Piopiotahi, einen Meeresarm der Tasmansee, mündet. Kurz vor der Mündung in den Cleddau River überquert der New Zealand State Highway 94 sowohl den Gulliver als auch den Donne River.
Den Namen erhielt der Fluss 1906 durch W. G. Grave zu Ehren von Alf Grenfell, dessen Spitzname Gulliver war.